# Grijze arendbuizerd
De grijze arendbuizerd (Geranoaetus melanoleucus), soms ook chili-arend genoemd,  is een roofvogel uit de familie havikachtigen (Accipitridae) en het geslacht Geranoaetus. De vogel komt voor in Zuid-Amerika.

## Naamgeving
De vogel werd in 1819 door Louis Jean Pierre Vieillot geldig beschreven als Buteo melanoleucus. De huidige wetenschappelijke naam Geranoaetus melanoleucus betekent zoiets als zwart-witte kraanvogelarend, afgeleid van géranos (γέρανος): kraanvogel en aetós (ἀετός): arend en mélas (μέλας): zwart en leukós (λευκός): wit. Kraanvogel verwijst naar de grijze kleur.
De grijze arendbuizerd is beslist geen arend; in het verleden is deze soort vaak verhuisd naar steeds een ander geslacht. Uit moleculair genetisch onderzoek, gepubliceerd in 2008, blijkt dat deze roofvogel behoort tot een groep van verwante soorten in de geslachten Buteo (buizerden) en Leucopternis.

## Kenmerken
De grijze arendbuizerd lijkt op een arend. Het is een forse roofvogel van 60 tot 80 cm lengte en een spanwijdte van 149 tot 200 cm. Het vrouwtje is aanzienlijk groter dan het mannetje. De vleugels zijn breed en lang en de staart is relatief kort. De grijze arendbuizerd is van boven egaal donkergrijs gekleurd. De vogel is van onderen lichter, soms met een fijne donkere streping op de buik en borst.
Het vliegbeeld is karakteristiek door de korte, wigvormige staart.

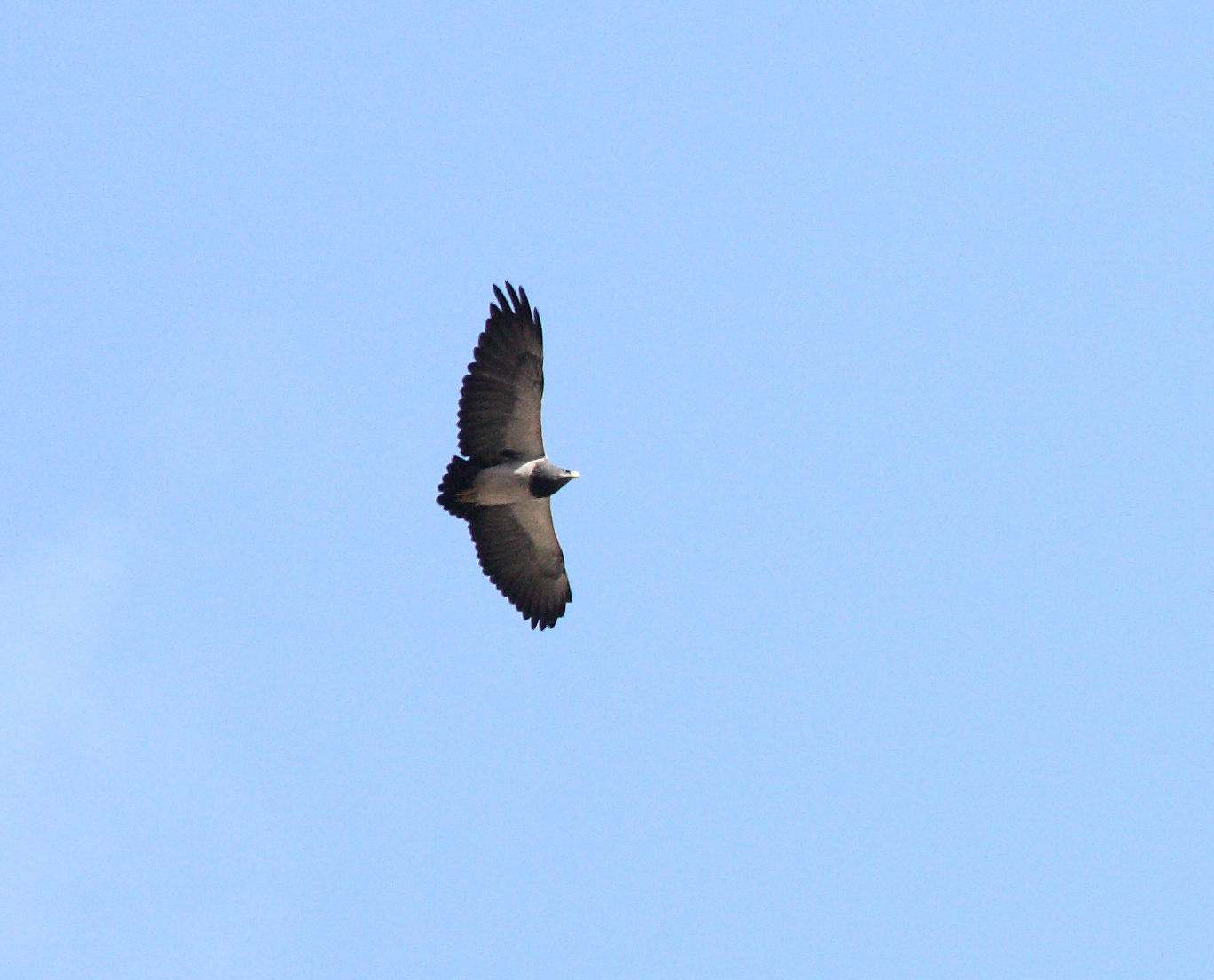
Grijze arendbuizerd vliegend

## Leefwijze
Hij jaagt voornamelijk op zoogdieren die op de grond leven, maar pakt ook weleens vliegende eenden en duiven. Deze roofvogel leeft ook van aas en beconcurreert daardoor de Andescondor.

## Verspreiding en leefgebied
De grijze arendbuizerd leeft in heuvelland of berggebieden tussen de 1500 en 4500 m boven de zeespiegel met enige vegetatie van struiken (scrubland), maar ook met Nothofagusbossen.
Het verspreidingsgebied strekt zich uit over het Andesgebergte vanaf de noordelijke uitlopers in Venezuela tot aan Vuurland, verder in heel Argentinië en het westen van Brazilië.
De soort telt 2 ondersoorten:
- G. m. australis: de Andes van westelijk Venezuela tot Vuurland.
- G. m. melanoleucus: zuidelijk Brazilië, Paraguay, Uruguay en noordoostelijk Argentinië.

## Status
De grijze arendbuizerd heeft een enorm groot verspreidingsgebied en daardoor alleen al is de kans op de status kwetsbaar (voor uitsterven) uiterst gering. De grootte van de populatie is niet gekwantificeerd. Er is geen aanleiding te veronderstellen dat de soort in aantal achteruit gaat. Om deze redenen staat deze arendbuizerd als niet bedreigd op de Rode Lijst van de IUCN.